# Heimatmuseum Herrnhut

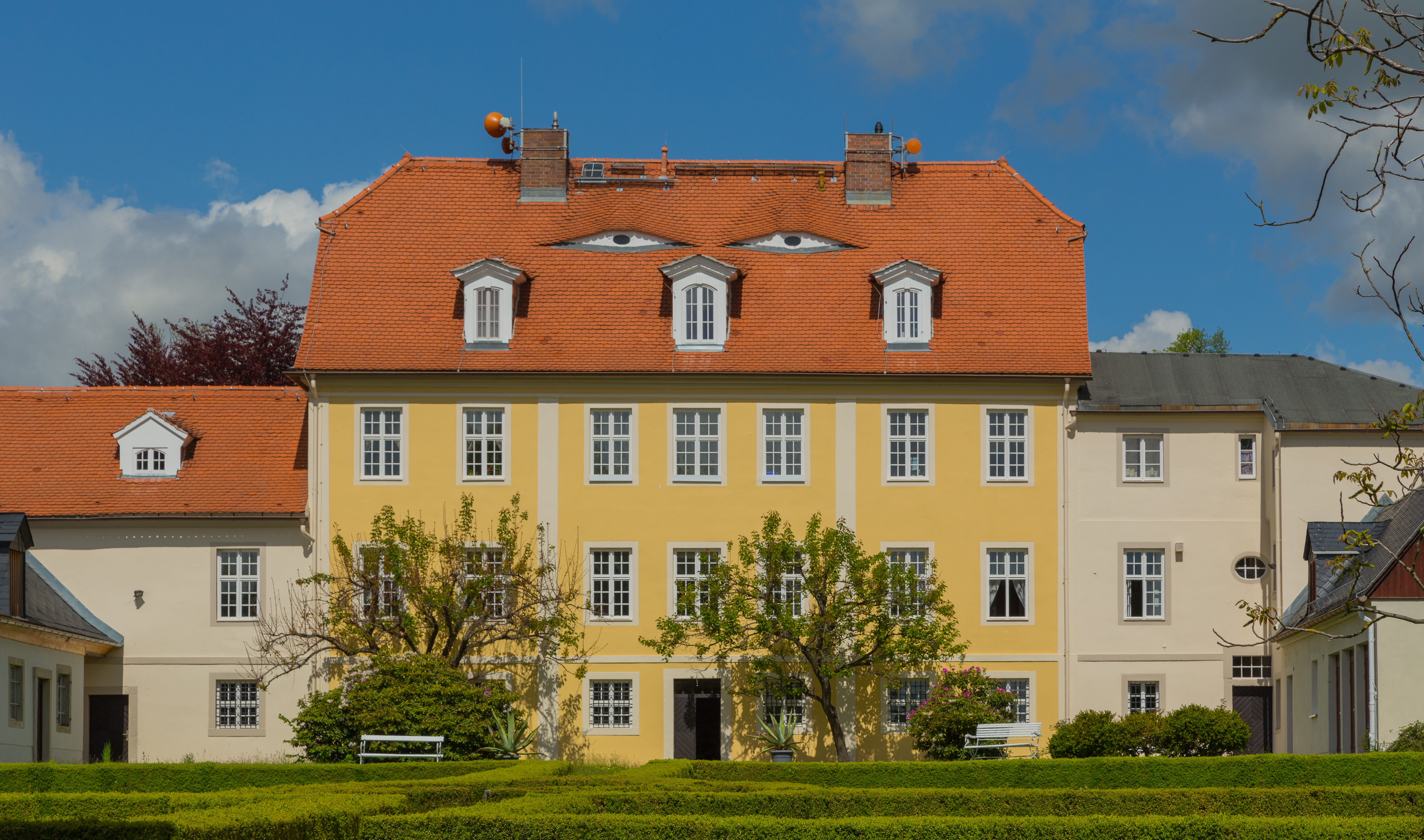
Gartenansicht des Kölbingschen Hauses, heute Sitz des Heimatmuseums (2019)

Das Heimatmuseum Herrnhut ist ein 1962 gegründetes Museum mit Sitz in Herrnhut im Landkreis Görlitz. Vorläufer waren das 1905 gegründete „Altertumsmuseum“ und das „Museum zu Herrnhut“ von 1878. Mit einer Sammlung von über 15.000 inventarisierten Objekten befasst es sich vor allem mit Aspekten der Ortsgeschichte und der Wohnkultur des 19. Jahrhunderts sowie weiteren regionalen Themen.

## Gebäude

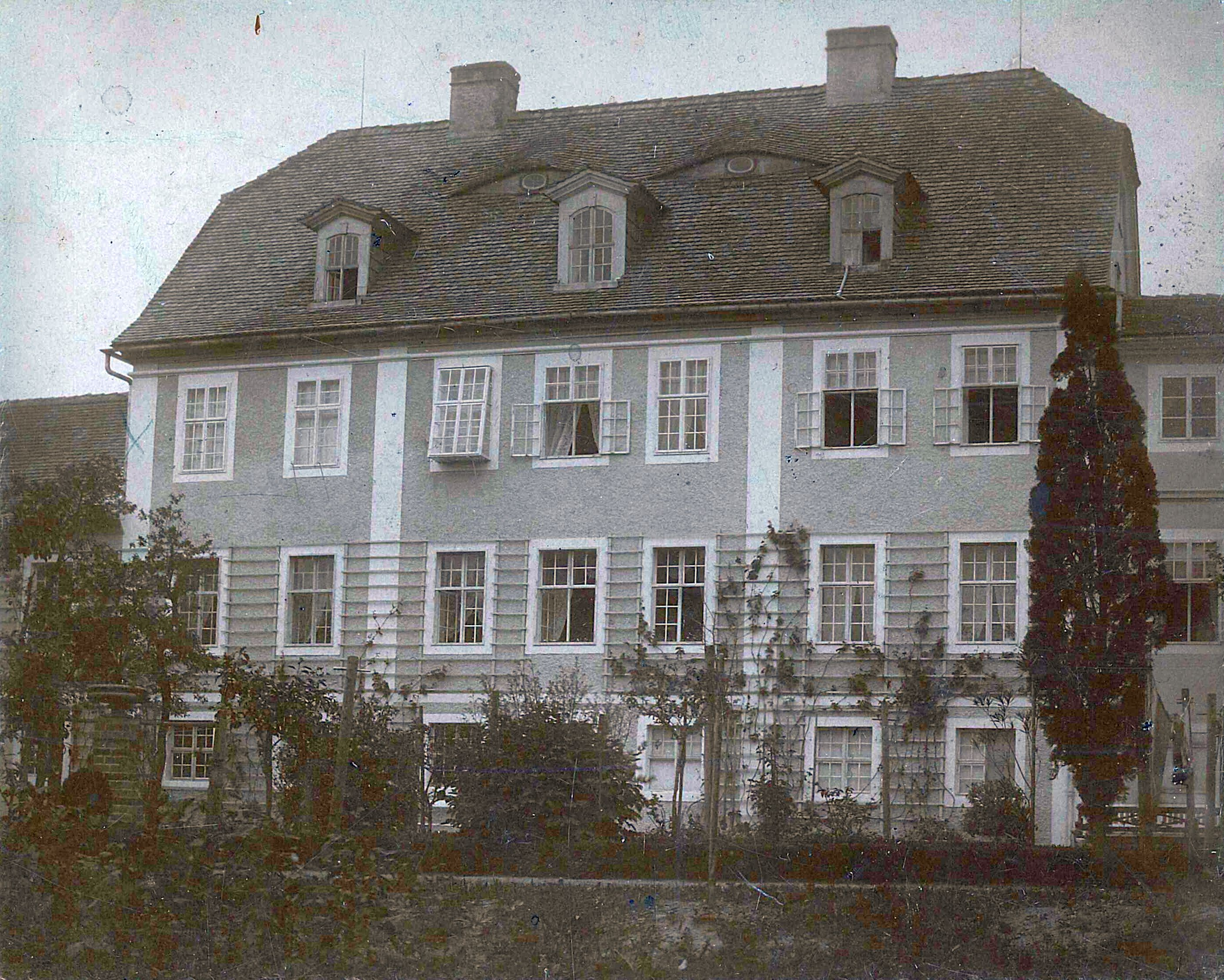
Gartenansicht des Kölbingschen Hauses (um 1890)

Das Museum befindet sich in der Comeniusstraße 6 im Zentrum von Herrnhut. Das auch als Kölbingsches Haus bezeichnete Wohnhaus steht unter Denkmalschutz. Dazu gehören eine Freitreppe, zwei seitliche Remisengebäude und zwei rückwärtige Nebengebäude sowie der Garten mit Gartenpavillon. Das Wohnhaus wurde 1764 errichtet, das Gartenhaus um 1790. Das repräsentative barocke Gebäude mit dem Gartenhaus im chinesischen Stil (Chinoiserie) ist baugeschichtlich, kulturgeschichtlich und gartenkünstlerisch von Bedeutung.
1992 und zuletzt 2016 erfolgten Außensanierungen des Hauses. 2016 wurde es, nach einer Voruntersuchung der Fassade, originalgetreu in hellem Ocker und Beige gestrichen. Die Kosten lagen bei etwa 124.000 Euro.
Der Garten ist Mitglied des GartenKulturPfades Oberlausitz. Dort wird der Garten „als moderne Interpretation barocker Hausgärten mit einem öffentlich zugängigen über 200 Jahre alten Gartenhaus als besonderes Kennzeichen der lokalen Gartenkultur“ bezeichnet.

## Museumsgeschichte

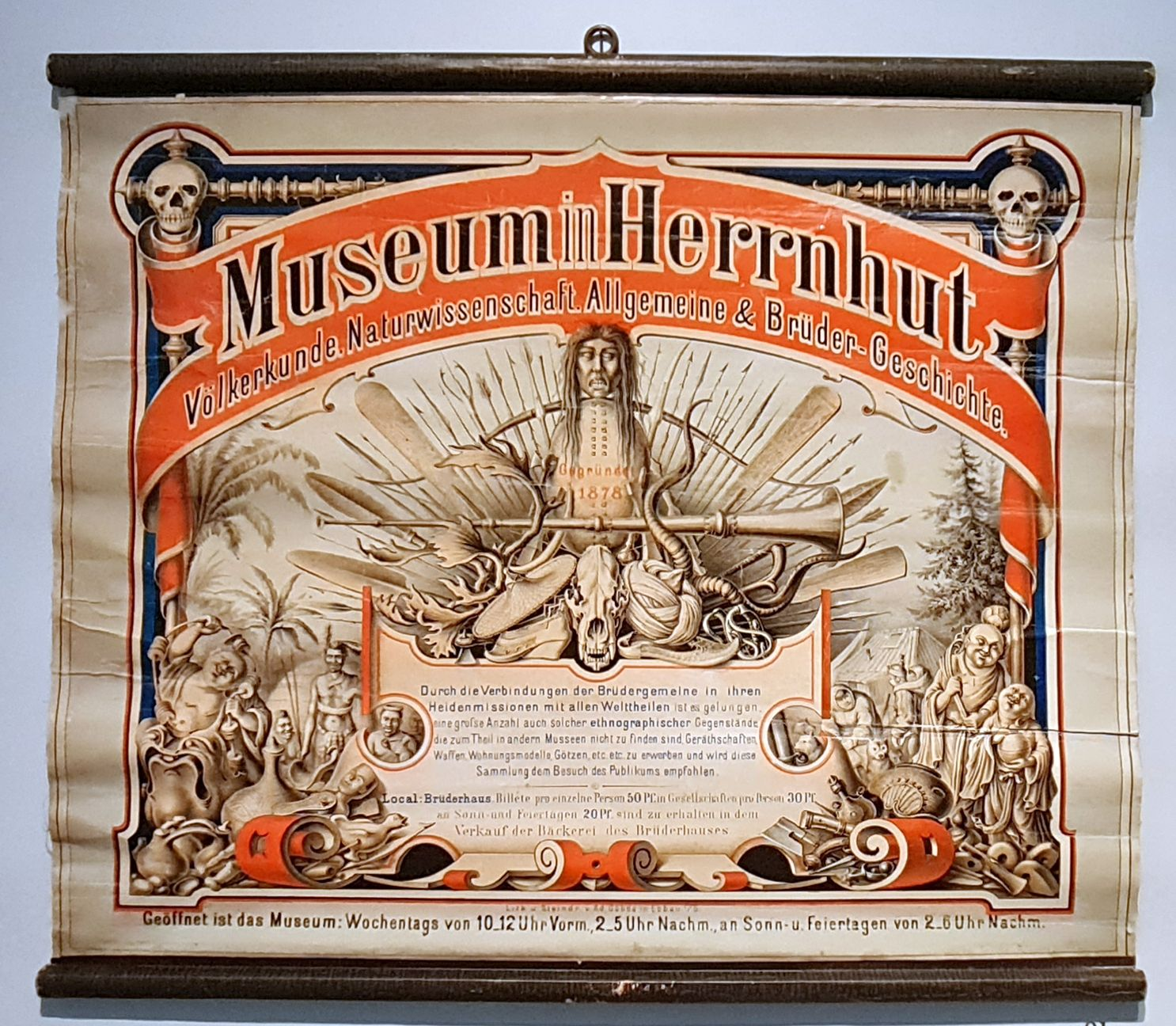
Werbeplakat „Museum in Herrnhut“ (um 1895)

Die Geschichte des heutigen Heimatmuseums ist eng verknüpft mit der über 140-jährigen Herrnhuter Museumstradition. Diese begann am 22. Februar 1878 mit der Gründung eines Museumsvereins, angeregt von dem Apotheker Bernhard Kinne. Erklärtes Ziel war ein „Museum für Herrnhut“. Bereits zwei Monate später, am 22. April 1878, wurde das „Museum zu Herrnhut“ im Brüderhaus am heutigen Zinzendorfplatz eröffnet.
Der Bestand umfasste zu diesem Zeitpunkt rund 900 Exponate. Dies waren zum einen von Missionaren mitgebrachte ethnografische Objekte, zum anderen viele naturwissenschaftliche Objekte wie Mineralien, Pflanzen und Muscheln und schließlich eine spezielle Sammlung zur Geschichte der Brüdergemeine. Im Statut des Museumsvereins von 1883 wurde das Sammlungsfeld so präzisiert: „Das ethnographische kultur- und naturhistorische Museum besteht aus Gegenständen dieser drei Kategorien.“ Eine Versicherungspolice aus dem Jahr 1887 bezifferte den Wert des Inventars auf 8500 Mark.
Im Jahr 1899 beschloss der Museumsverein den Bau eines neuen Museums, das am 25. Mai 1901 als „Ethnographisches Museum“ eröffnet wurde. Noch heute befindet sich dieses Museum an gleicher Stelle an der Goethestraße. Seit 1949 trägt es den Namen Völkerkundemuseum Herrnhut.
1903 gründete sich innerhalb des Museumsvereins eine „Sektion für die Geschichte Herrnhuts“. Daraus entstand nur ein Jahr später der „Verein für Geschichte Herrnhuts“. Etliche heimatgeschichtliche Gegenstände wurden aus der Sammlung des Ethnographischen Museums übernommen. Sie bildeten den Grundstock für das „Altertumsmuseum“, das in Trägerschaft des Vereins am 12. April 1905 im hinteren Teil des Brüderhauses eröffnet wurde. Das Datum ist bemerkenswert, wurde doch erst kurz zuvor, am 2. Januar 1905, das gesamte vordere Brüderhaus mit dem ersten Haus von Herrnhut durch einen schweren Brand zerstört.

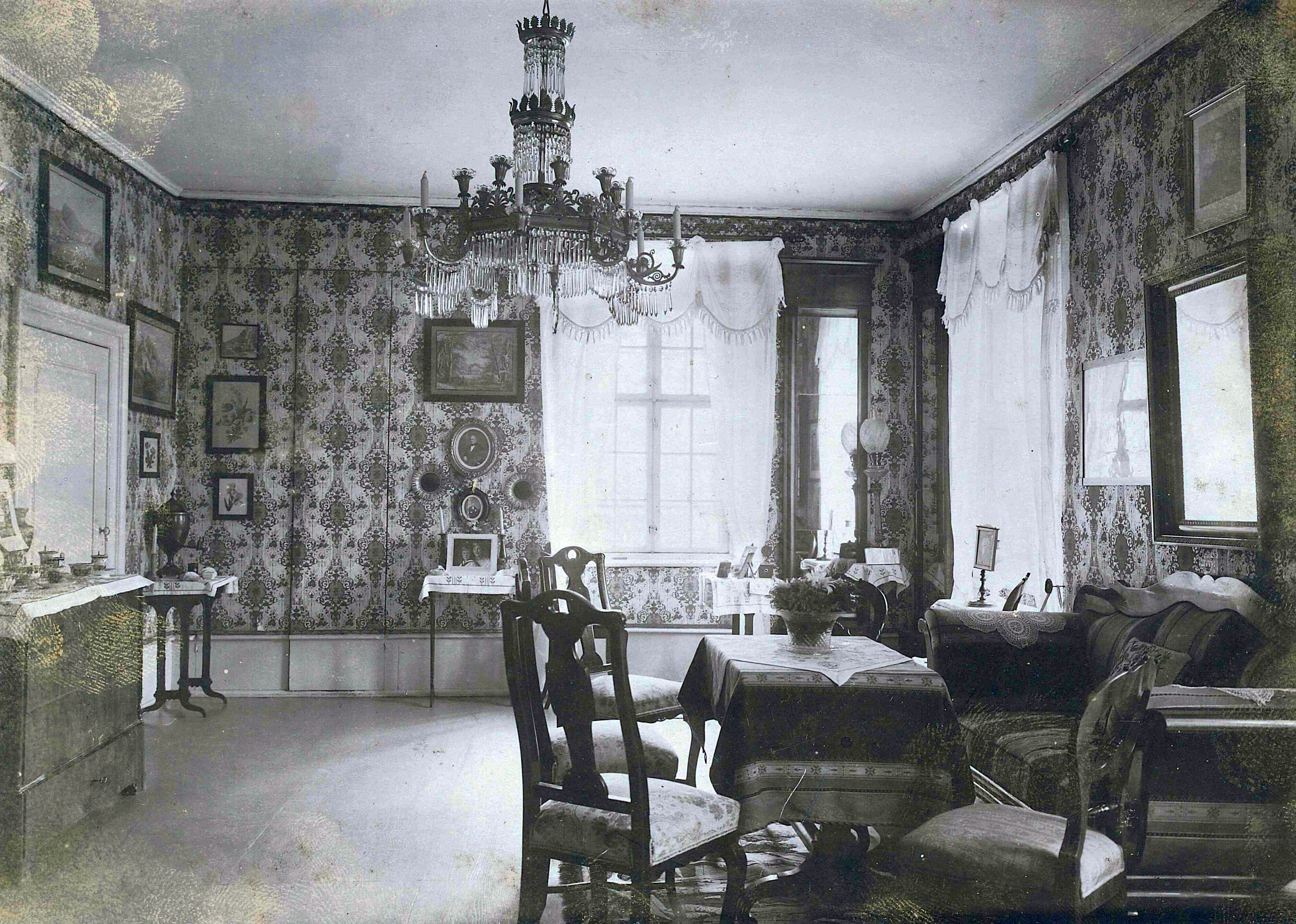
Biedermeierzimmer um 1925

Die Sammlung des Museums wuchs rasch und machte eine Erweiterung der Ausstellungsfläche erforderlich. Und so wurde nur rund zwei Jahre nach Museumsgründung das „bedeutend vergrößerte Alterthums-Museum“ am 29. Mai 1907 neu eröffnet. Die Sammlung hatte zwei Schwerpunkte. Dies waren zum einen gewerbliche, häusliche und kirchliche Altertümer der Oberlausitz; zum anderen wurden „geschichtliche Merkmale und Arbeiten von Herrnhut und allen deutschen Brüdergemeinen“ genannt. Die Sammlung wurde in sechs Abteilungen präsentiert und galt als das größte Museum seiner Art im Kreis Löbau.
40 Jahre nach seiner Gründung ereilte das Herrnhuter Altertumsmuseum sein vorläufiges Ende. Beim Stadtbrand am 8. und 9. Mai 1945 wurden das Brüderhaus und das darin befindliche Museum ein Raub der Flammen. Große Teile des Museumsbestandes, unter anderem eine Sammlung von Herrnhuter Kleisterpapier, wurden dabei unwiederbringlich vernichtet. Eines der wenigen aus dem Schutt geborgenen Ausstellungsstücke ist das Zimmermannsbeil von Christian David, einem der mährischen Ortsgründer Herrnhuts. Dieses mit der Ortsgründung Herrnhuts im Jahr 1722 unmittelbar im Zusammenhang stehende Exponat ist noch heute im Heimatmuseum zu sehen.
Dem umsichtigen Handeln einiger verantwortungsvoller Herrnhuter war es zu verdanken, dass in den Wirren der letzten Kriegstage noch einige Exponate in Sicherheit gebracht wurden. Eindrucksvoller Beleg hierfür ist ein handschriftliches Übergabeprotokoll der damaligen Kustodin Josefine Andrae vom 4. Mai 1945. Darin listet sie eine Vielzahl von Objekten auf, die sie an Hermann Georg Steinberg, den Leiter des Unitätsarchivs, zur Aufbewahrung übergeben hat.
Nach dem schweren musealen Verlust entstand nach Kriegsende bald der Wunsch nach einem neuen Museum. Und so wandte sich der Rat der Stadt Herrnhut bereits im Sommer 1946 mit der Bitte um entsprechende Unterstützung an den Sächsischen Landesmuseumspfleger Walter Hentschel, der mit dem Wiederaufbau der nichtstaatlichen Museen betraut war. Im Januar 1947 wurde der Rat der Stadt von der Sowjetischen Militäradministration beauftragt, ein neues Museum für das 1945 abgebrannte einzurichten. Friedrich Gregor wurde mit dieser Aufgabe betraut und im Dezember 1947 vom Museumsbeirat als Leiter des – noch nicht existierenden – Heimatmuseums ernannt.

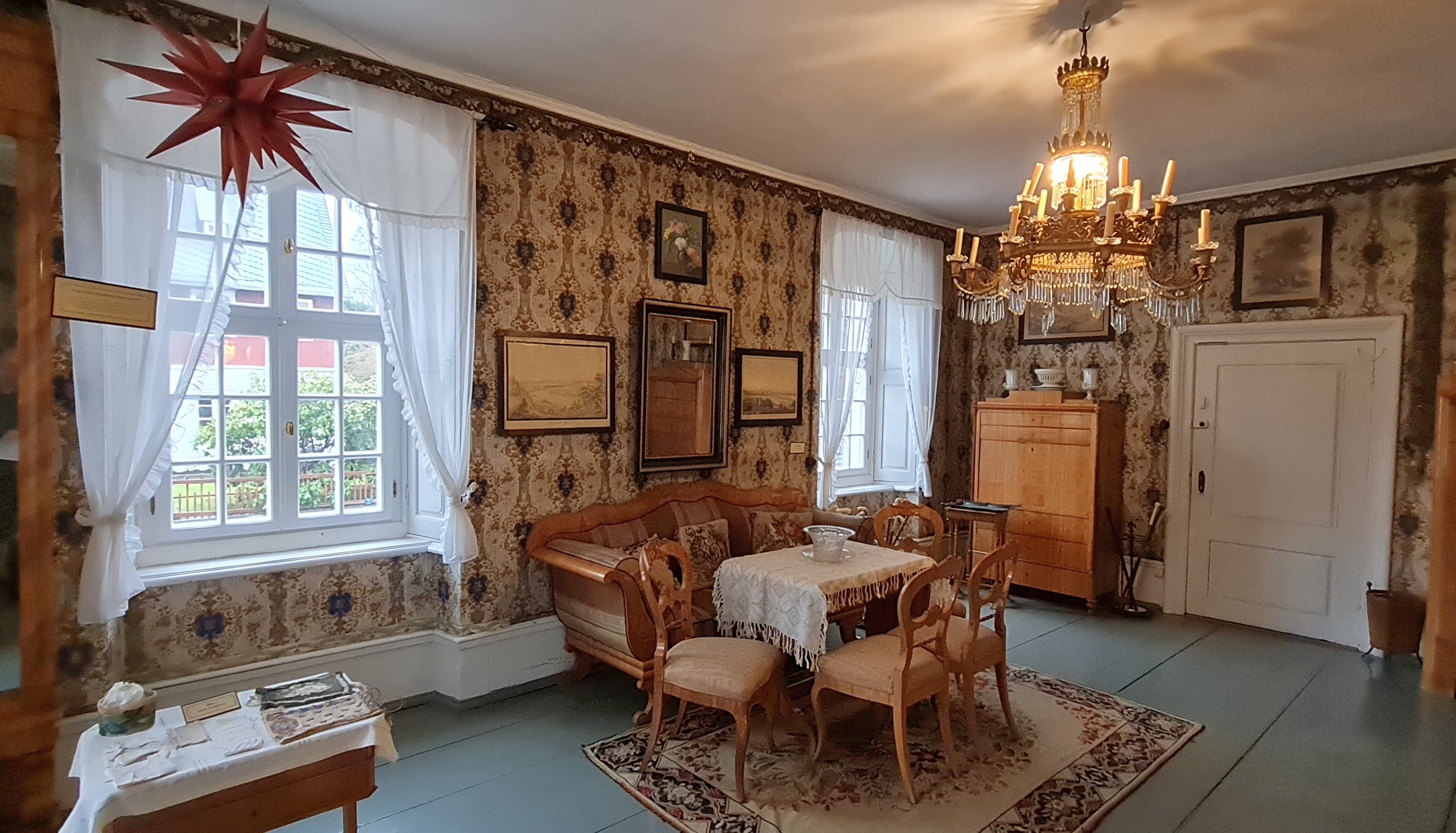
Biedermeierzimmer

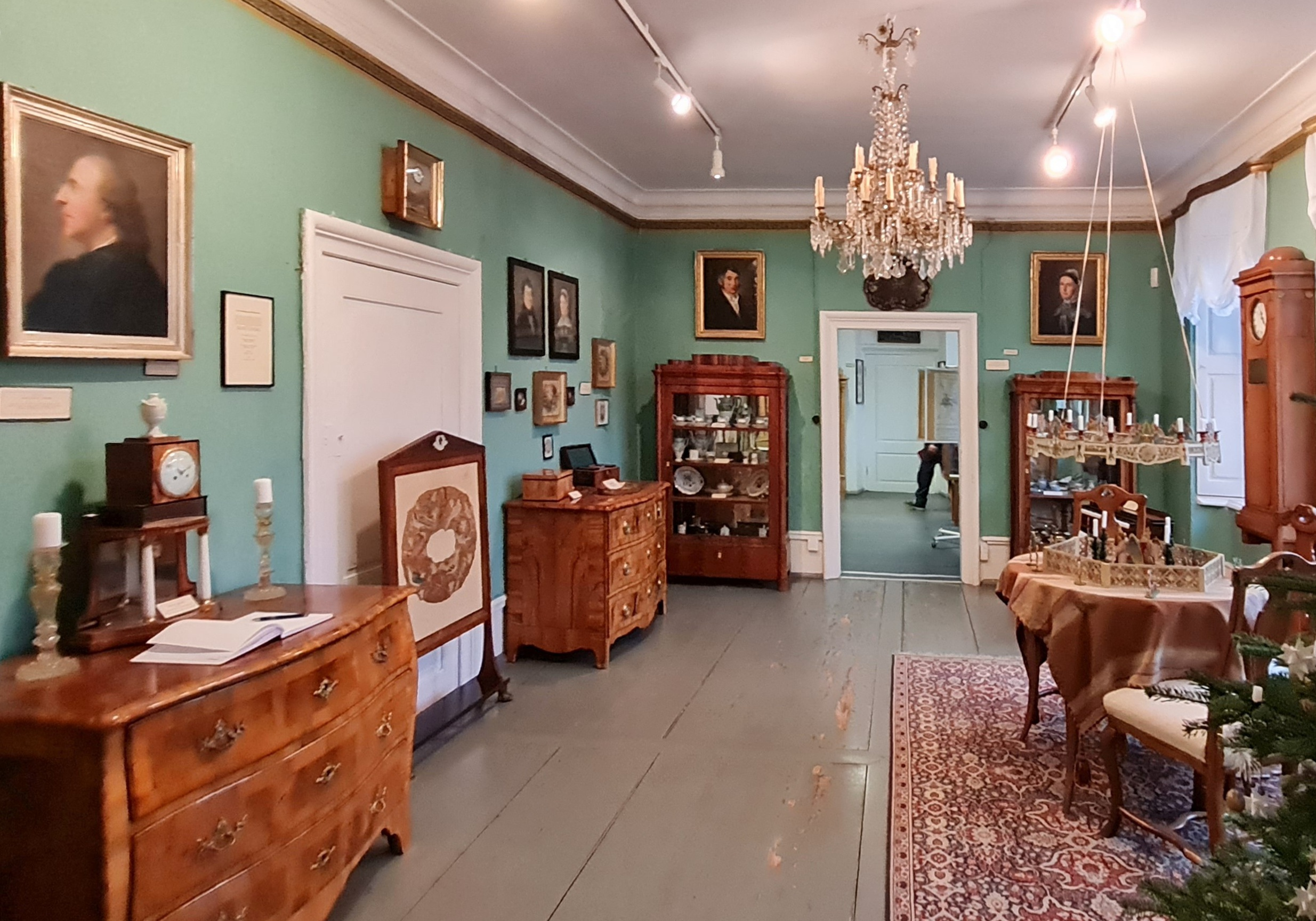
Grünes Zimmer

Im gleichen Jahr bekam die Stadt Herrnhut von der Landesregierung Sachsen, Abteilung Landesmuseumspflege, als einmalige Beihilfe 3000 Reichsmark zum Ausbau des Museums überwiesen. Ein erster Ankauf aus diesen Mitteln war ein Gemälde des Herrnhuter Kunstmalers Alfred Bernert. Als Standort für ein künftiges Heimatmuseum entschied man sich bald für das 1764 erbaute barocke Bürgerhaus auf der Comeniusstraße 6. In diesem Haus wohnte zu der Zeit noch Margarete Wauer geb. Kölbing (1871–1962), als letztes Mitglied der Kölbing-Familie, in deren Besitz sich das Haus seit über sechs Generationen befand. Diesem Umstand und der umsichtigen Bewahrung durch die Familie Kölbing ist es zu verdanken, dass die Einrichtung, in der Blütezeit des Biedermeier um 1830 erworben, ohne Veränderungen die Jahrzehnte überstanden hat. Ab Mitte der 1870er Jahre bis in den Zweiten Weltkrieg hinein wurde das Haus vor allem als Ferienwohnung genutzt. Vom verheerenden Stadtbrand im Mai 1945 blieb das Haus verschont. So blieb ein weitgehend originales Stück bürgerlicher Wohnkultur des frühen 19. Jahrhunderts für die Nachwelt erhalten. In der Zeit von 1945 bis 1947 wurden die heutigen Museumsräume von Flüchtlingen bewohnt. Die historischen Tapeten galten als schwer gefährdet, die Möbel waren auf dem Boden eines Nebengebäudes gelagert. Nach dem Umzug der Flüchtlinge in den Jahren 1948/49 in andere Räume wurden die beiden Zimmer frei und wieder eingeräumt.

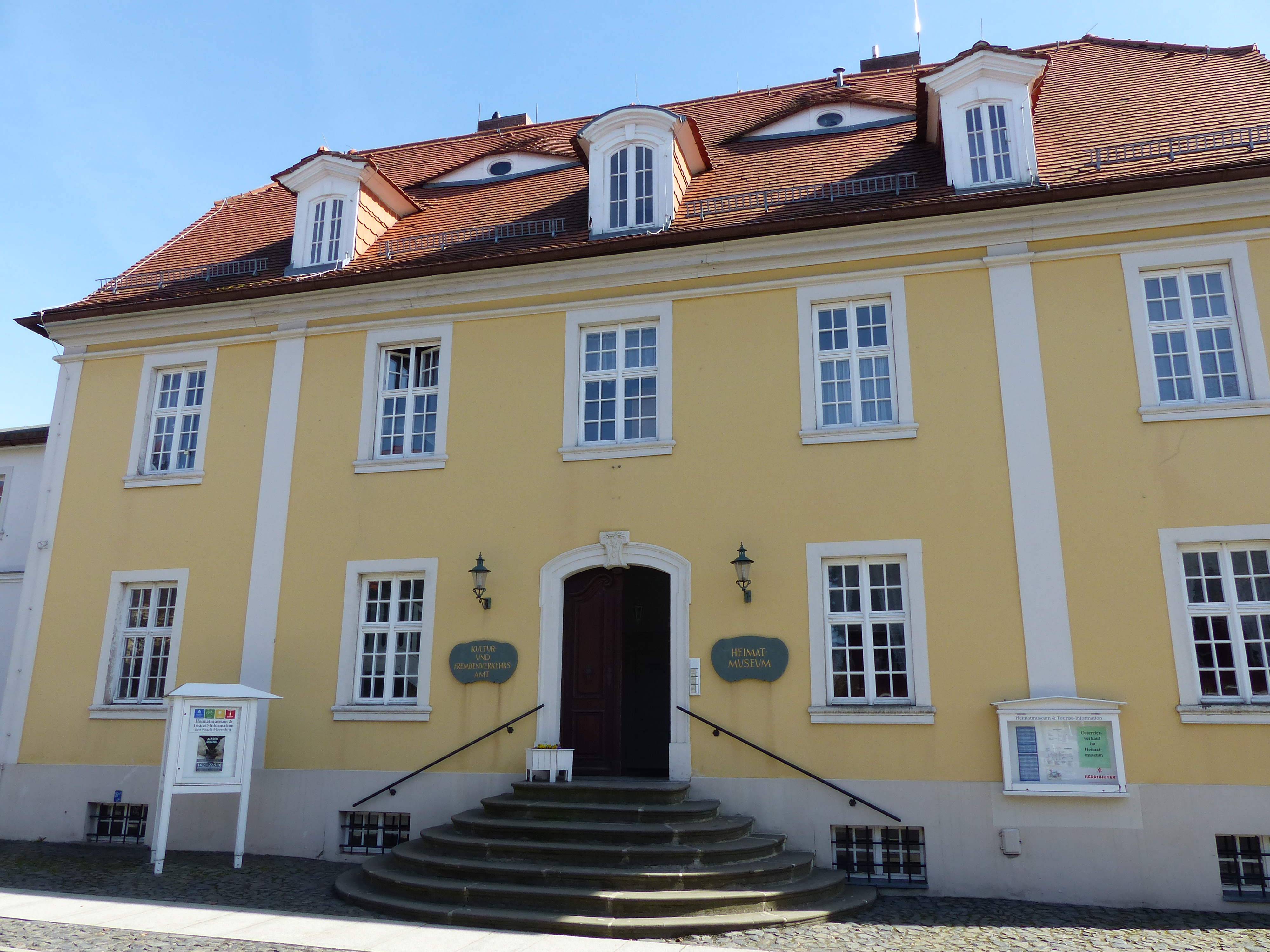
Straßenansicht des Museums (2022)

Zum 1. Januar 1950 wurde zwischen Margarete Wauer und der Stadtgemeinde Herrnhut ein Mietvertrag abgeschlossen. Mietgegenstand waren das Biedermeierzimmer und das „Grüne Zimmer“, einschließlich aller in diesen Zimmern befindlichen Gegenstände. Margarete Wauer, die weiterhin im Haus wohnte und umsichtig das kulturhistorisch wertvolle Inventar pflegte, übernahm ab dem Jahr 1951 private Führungen in den historischen Wohnräumen. Im Jahr 1960 erfolgte der Ankauf des Inventars bis auf die Familienbilder. Diese gingen 1962, nach dem Tod von Margarete Wauer, durch eine großzügige Schenkung ihrer Erben in das Eigentum der Stadt Herrnhut über. Im gleichen Jahr wurde Gertrud Weese Kustodin des Museums. Bis zu ihrem Wegzug 1967 führte sie durch die „Altherrnhuter Stuben“. Zwischen 1967 und 1969 wurde das Museum um die zwei von Gertrud Weese bis zu ihrem Wegzug bewohnten Zimmer erweitert. Diese neuen Museumsräume wurden am 7. Oktober 1969 anlässlich des 20. Jahrestages der DDR ihrer Nutzung übergeben. Durch den Kauf beider Hausanteile in den Jahren 1969 und 1970 wurde die Stadt Herrnhut nun auch Eigentümer des Hauses und des gesamten Grundstücks.

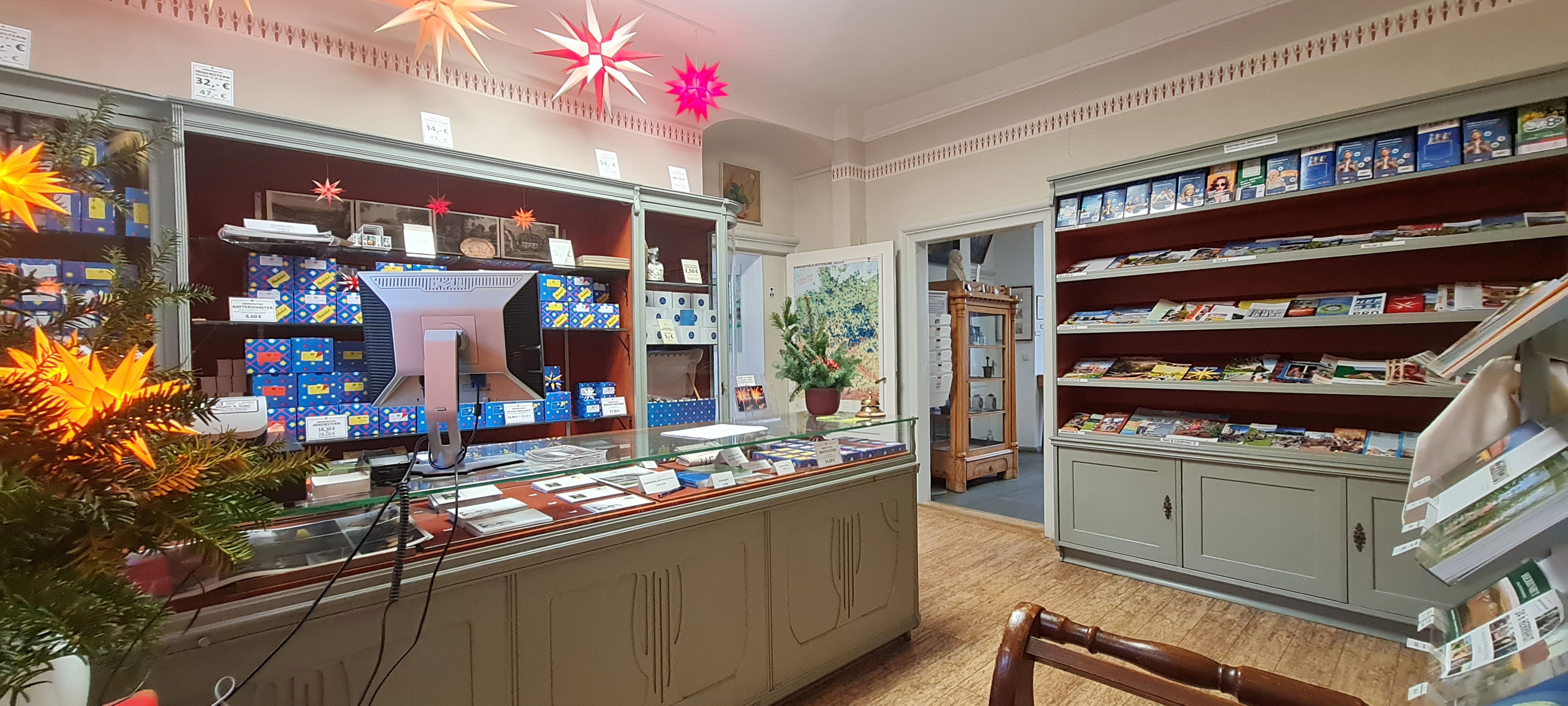
Touristinformation und Heimatmuseum 2022

1969 übernahm Eleonore Moeschler die Museumsführungen. Von 1974 bis 1979 war sie zudem als Kustodin tätig. Im Jahr 1972 wurde der Pavillon im Museumsgarten von Grund auf saniert. Seine jetzige barocke Gestaltung erhielt der Garten im Jahr 1977. Zum 1. Oktober 1978 übernahm Joachim Uhrbach die Leitung des Heimatmuseums und führte das Haus bis 1989. Seine Nachfolge als Museumsleiter trat am 1. Oktober 1990 Wolfgang Langerfeld an. Im Jahr 1992 gründete sich der Verein „Freunde des Heimatmuseums e. V.“, der seither in vielfältiger Weise die Museumsarbeit begleitet und unterstützt. Die Jahre 1991 und 1992 waren von umfangreichen Sanierungsarbeiten am Museumsgebäude geprägt. Am 1. Juni 1992 nahm das Kultur- und Fremdenverkehrsamt der Stadtverwaltung Herrnhut mit der Tourist-Information unter der Leitung von Ulrike Fischer seine Arbeit im Museumsgebäude auf. Nach einer grundhaften Erneuerung der Elektro- und Heizungsanlage wurde das Heimatmuseum am 9. März 1993 wiedereröffnet. Als Wolfgang Langerfeld am 30. September 2003 in den Ruhestand ging, übernahm Margit Krupa die Leitung des Heimatmuseums. Seit 2017 ist Konrad Fischer als Museumsleiter tätig.

## Heutige Sammlungen

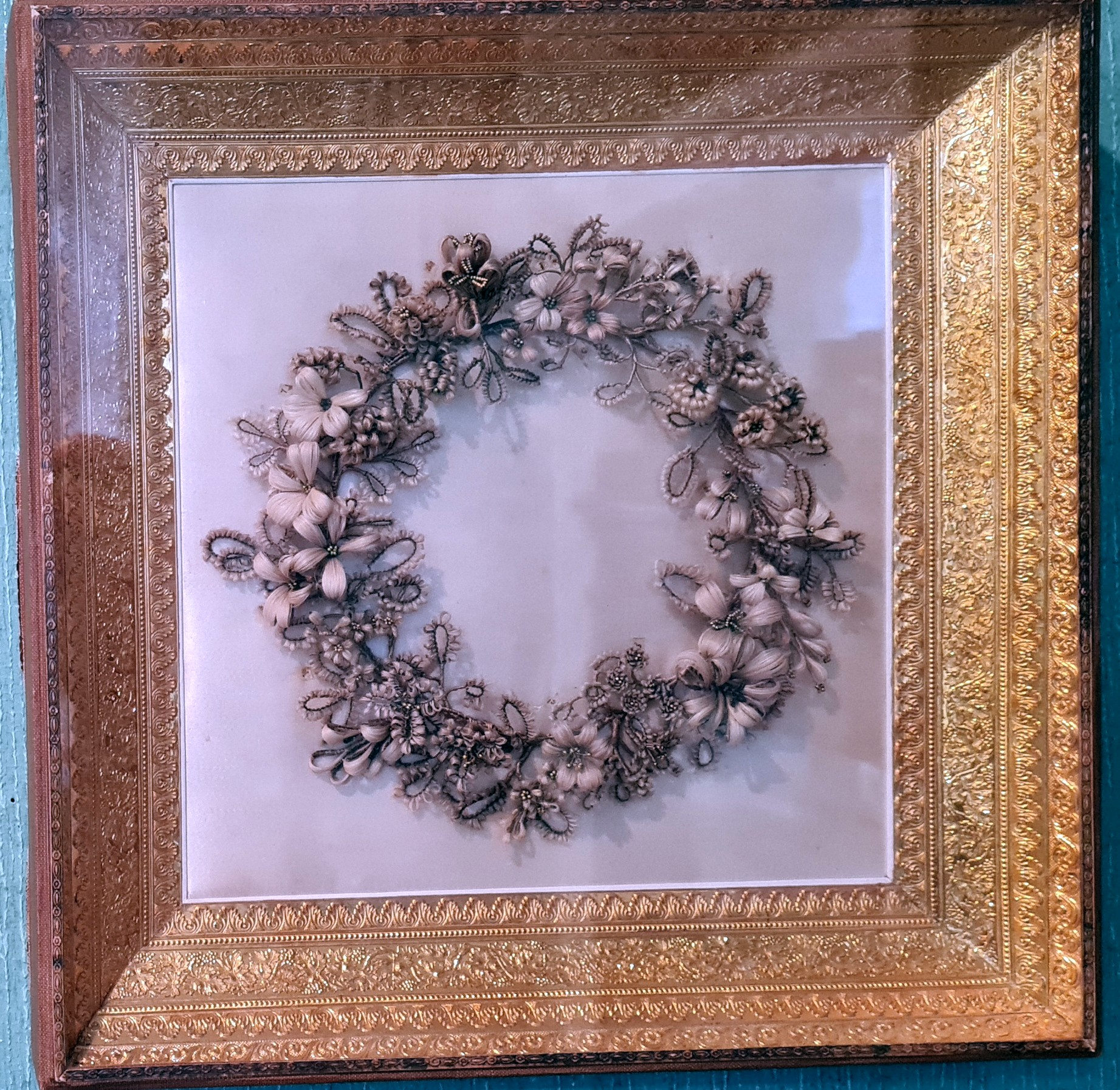
Eines der zahlreichen Haarbilder

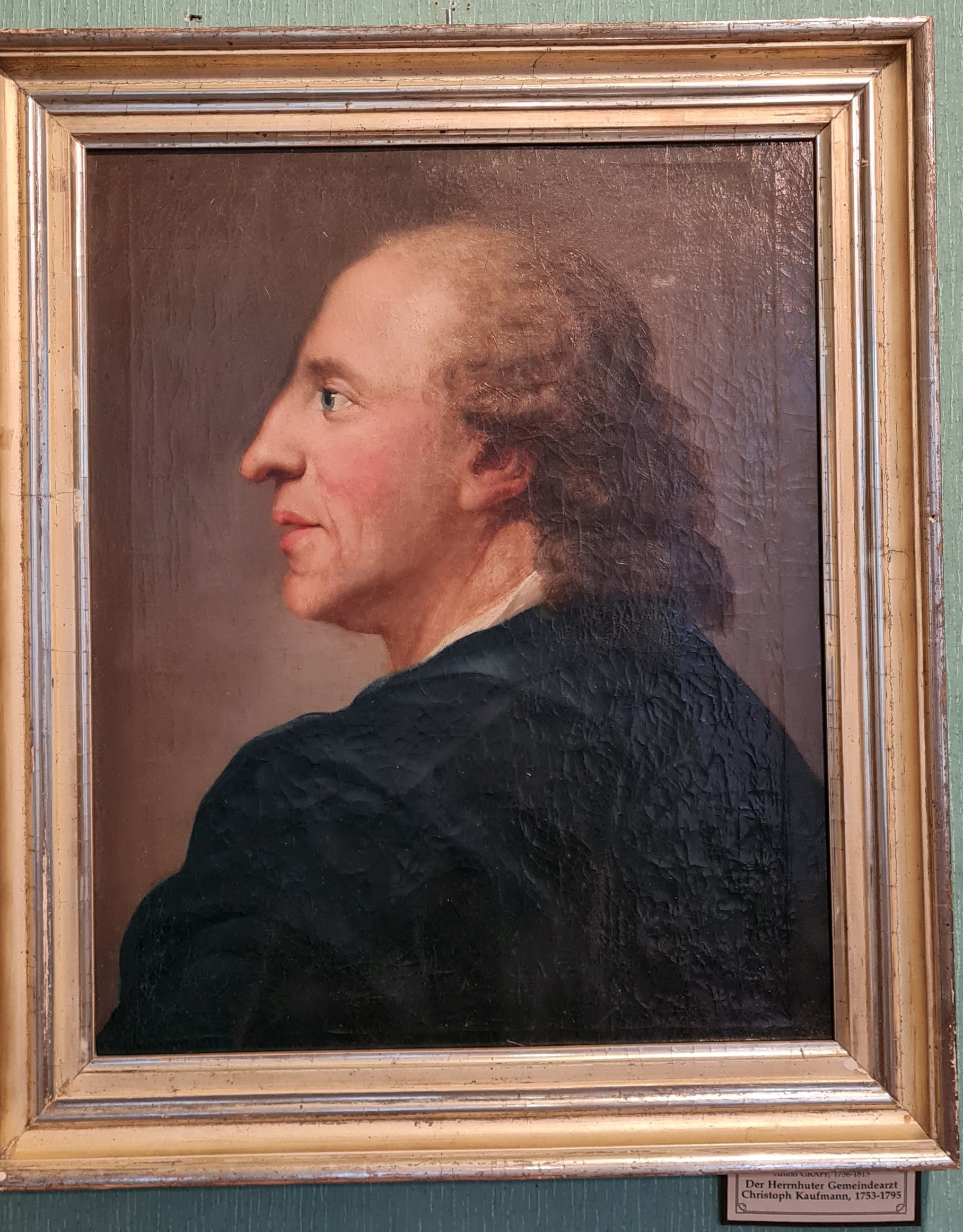
Anton Graff: Der Herrnhuter Gemeindearzt Christoph Kaufmann

Die weitgehend original erhaltenen Wohnräume vermitteln einen Eindruck der Wohnkultur des 19. Jahrhunderts. Handbedruckte Tapeten und erlesenes Biedermeiermobiliar zeugen von Gediegenheit und Eleganz. Darüber hinaus verfügt das Museum über eine bemerkenswerte Gemäldesammlung. Herausragend dabei sind Werke von Anton Graff, Gustav Grunewald, Johann Gustav Grunewald und Adolf Zimmermann. Vielfältige historische Uhren, filigran gearbeitete Haarbilder und eine reizvolle Sammlung von Vedutentassen mit Herrnhuter Motiven runden das Bild ab.
1996 wurde die ständige Ausstellung erweitert. Seitdem ist im Untergeschoss eine Sammlung kommunaler Transportmittel wie eine Roaper (Schubkarre), Schlitten und eine sogenannte „Dieselameise“ ausgestellt. In zwei angrenzenden Räumen wird eine Silberschmiedewerkstatt vorgestellt. Eine Sammlung von Werkzeugen, Geräten und Hilfsmitteln stellt die wichtigsten typischen Handwerksberufe der Vergangenheit des Ortes vor.
Die jüngste Ergänzung der Dauerausstellung ist seit 2015 das „Max-Langer-Kabinett“. Hier sind Zeichnungen, Gemälde und Hinterglasmalereien des bekannten Oberlausitzer Malers ausgestellt. Damit führt das Museum die alte Tradition fort, neben den Aspekten der Herrnhuter Geschichte und Wohnkultur immer auch regionalen Themen ausreichend Raum zu geben.
Die Sammlung des Heimatmuseums umfasst 2023 mehr als 15.000 inventarisierte Objekte. Bemerkenswert ist die umfangreiche Sammlung von etwa 3000 historischen Fotografien und Ansichtskarten mit Herrnhuter Motiven. Auch künftig bleibt ein Ziel der Museumsarbeit die ständige Erweiterung dieser Sammlung mit ortshistorisch relevanten Objekten sowie deren Erforschung und Bewahrung für die Nachwelt.
Seit der Eingemeindung der heutigen Herrnhuter Ortsteile gehören auch Belege aus diesen Bereichen zum Sammelgebiet des Museums.
Mit regelmäßig wechselnden Sonderausstellungen werden immer wieder Themen der Ortsgeschichte vertieft. Auch Malerei und Fotografie finden ein Podium. In der langen Tradition des Herrnhuter Sammelns stehend möchte das Heimatmuseum auch künftig ein Speicher von Dingen und Wissen sein, zugleich aber auch einen Raum für Begegnung und Inspiration bieten.